# 李登瀛 (康熙壬辰進士)
李登瀛（1656年—1730年），字俊升、天山，号梅溪，祖籍河北沧州，浙江绍兴府山阴县人，清朝政治人物。

## 生平
早年入錢國安府幕僚。康熙四十七年，中舉；康熙五十一年，登進士，充任武英殿纂修，后升任內閣中書舍人。因忤逆李光地而辭職。康熙六十一年，擔任江西安仁縣知縣。調任鄱陽縣知縣。后因得罪權貴，而戍邊遠州、永平衛。死於衛所。著有《梅溪诗集》、《诗巢香火证因录》等。